# Alexandre Massé
Pour l’article homonyme, voir Massé.
Alexandre Massé, né le 15 février 1829 à Quimper (Finistère) et mort le 13 avril 1910 à Paris 16e, est un industriel et inventeur français. Il est l'auteur d'une invention d'apparence modeste, mais qui est une innovation d'importance mondiale : le bouton de vêtement comportant quatre trous pour une meilleure fixation de fermeture. Pour son œuvre sociale à Quimper, qui l'a fait qualifier de philanthrope.

## L'ingénieur et l'industriel
Alexandre Massé naît dans une famille quimpéroise qui habite dans l'actuelle rue Jean-Jaurès. Sa mère, Marie-Hélène Le Clerc (1791-1832) est emportée par le choléra en 1832 et son père, Yves Michel Massé (1765-1835), ancien marin d'État, meurt trois ans après. Séparé de ses deux frères et de sa sœur, il est recueilli par son parrain, l'archiviste départemental.
Il fait de brillantes études à l'école Saint-Corentin à Quimper, tenue par les Frères de la Doctrine chrétienne, ce qui lui, permet d'accéder, dès l'âge de quinze ans à l'école des arts et métiers d'Angers où il étudie de 1844 à 1847.
Ayant une somme de 500 francs en poche, il trouve un emploi de dessinateur-mécanicien à Nantes, puis se voit offrir un meilleur poste dans une fabrique de boutons à Paris dans la maison Legrand par Mme Legrand, Vve Deshaye. L'entreprise avait souffert d'une baisse du marché due à la révolution de février et de la conjoncture politique instable. Grâce à son énergie et son savoir technique il réussit à redresser l'entreprise. En 1852, Mme Legrand décide de l'associer avec son fils et de leur céder l'entreprise devenue Deshaye Massé et Cie en 1853.
Il se lie d'amitié avec un client, M. Petitcuénot, lui-même industriel, qui l'apprécie beaucoup au point de lui donner en mariage sa fille, Julie Cécile Petitcuénot (vers 1835-1891), en 1854.
Grâce à la dot de son épouse d'un montant de 42 000 francs et ses propres gains, il crée, l'année même de son mariage, une nouvelle manufacture de boutons de vêtement, de boucles et autres objets métalliques principalement pour l'armée. Il développe l'usage de la force motrice par la vapeur et cherche à améliorer les procédés de fabrication, ce qui l'amène à déposer de nombreux brevets.
Selon certains récits[Lesquels ?], il aurait fait le rapprochement entre les maladies de l'hiver à répétition et le fait que les manteaux fermaient mal, du fait que les boutons à deux trous utilisés ne restaient pas longtemps en place.
De là lui vint l'idée simple d'ajouter deux trous aux boutons existants. À partir de 1872, ses boutons sont vendus en Europe et en Amérique, lui assurant une très grande fortune. Il s'associe avec son beau-frère, Achille Anglade, pour monter une fabrique de passementerie pour l'armée en 1872, la maison Anglade Massé & Cie (AM&C) qui a existé jusqu'en 1960. En 1874, il obtint de grands marchés pour la passementerie nécessaire aux vêtements militaires.

## Le bienfaiteur
Philanthrope et resté sans enfants, il créa en 1876 une bourse pour que, chaque année, un orphelin de Quimper puisse être admis au lycée de la ville.
En 1884, il acquit le château de Kerbernez (ou Kerbernès), dans la commune de Plomelin et devint une personnalité en vue de sa ville natale, toute proche, où il posséde aussi une maison de maître, au-dessus de la rue Bourg-les-Bourgs. Il y établit l'« Asile des orphelins de Quimper » qui est déclarée d'utilité publique dix ans plus tard sous l'appellation de « Fondation Massé-Petitcuenot » en associant son nom à celui de son épouse décédée en 1891. Il en confie la direction à sa sœur, en religion sœur Sainte-Émilie, dame de la Sagesse. 32 orphelins âgés de 5 à 13 ans y sont reçus et éduqués.
Il donne des sommes importantes pour la création du Bureau de bienfaisance municipal qui est établi dans l'actuelle rue François Luzel où son successeur, le Centre communal d'action sociale, fonctionne encore partiellement (hôtel social donnant sur la rue Gourmelen).
En 1888, il transmit son usine à son beau-frère, Achille Anglade (1833-1908), et se retire à Plomelin pour se consacrer à l'aide et l'éducation des orphelins auxquels, n'ayant pas d'enfants, il lègue toute sa fortune. Trois ans plus tard, s'étant inquiété de ce que deviendraient les orphelins sortant à 13 ans de l'Asile de Quimper sans avoir un métier, il décide d'ouvrir une école pratique d'agriculture destinée à recevoir 32 orphelins âgés de 13 à 18 ans dans son domaine de Kerbernez, dans la commune de Plomelin. La construction de cet établissement installé au milieu du domaine commence en 1899. Le premier orphelin est accueilli en 1901. Il est géré par la Fondation de Kerbernez qui est reconnue d'utilité publique par décret en 1906. Il a pour objet de donner aux orphelins accueillis « des connaissances théoriques et surtout pratiques pour leur permettre de faire des ouvriers agricoles, des jardiniers intelligents et instruits, et des ouvriers de professions se rattachant à l'agriculture ». Il est administré par des religieux et des laïques entre 1901 et 1978. L'établissement obtient un premier contrat avec l'État pour sa mission d'éducation et de formation. Il devient le Centre familial de formation agricole et horticole, puis, en 1984, le lycée d'horticulture et du paysage de Kerbernez. Une fondation à buts sociaux, la Fondation Massé-Trévidy, héritière de la Fondation Massé-Petitcuénot créée en 1894 pour gérer l'orphelinat de Quimper, perpétue ses œuvres.
Alexandre Massé est décédé à son domicile, 53 rue Scheffer à Paris 16e arrondissement, le 13 avril 1910, et après un hommage rendu à Plomelin,, il est inhumé au cimetière Saint-Marc, carré 23, à Quimper. Il a prévu plusieurs legs dans son testament.

## Distinctions
- Chevalier de la Légion d'honneur, le 9 août 1904[8].
- Il a reçu à deux reprises la médaille d'honneur de la Société d'Encouragement au Bien (S.E.A.B.).
- Prix Montyon de la vertu en 1909.

## Hommage
Une place de Quimper et une rue de Plomelin ont reçu son nom.